# Liste des circonscriptions électorales du Surrey
 (septembre 2019).
Le contenu est difficilement compréhensible vu les erreurs de traduction, qui sont peut-être dues à l'utilisation d'un logiciel de traduction automatique.
Le comté du Surrey
est divisé en 11 circonscriptions électorales, 4 Borough constituencies
et 7 County constituencies.

## Circonscription
- † Conservateur
- ‡ Travailliste
- ¤ Libéral Démocrate

| Circonscription            | Électeur | Majorité | Member of Parliament | Member of Parliament | Opposition | Opposition           | Map |
| -------------------------- | -------- | -------- | -------------------- | -------------------- | ---------- | -------------------- | --- |
| East Surrey CC             | 79,654   | 22,658   |                      | Sam Gyimah           |            | Helena Windsor       |     |
| Epsom and Ewell BC         | 78,633   | 24,443   |                      | Chris Grayling       |            | Sheila Carlson       |     |
| Esher and Walton BC        | 79,894   | 28,616   |                      | Dominic Raab         |            | Francis Eldergill    |     |
| Guildford CC               | 75,880   | 22,448   |                      | Anne Milton          |            | Kelly Marie-Blundell |     |
| Mole Valley CC             | 74,038   | 25,453   |                      | Sir Paul Beresford   |            | Paul Kennedy         |     |
| Reigate BC                 | 73,429   | 22,334   |                      | Crispin Blunt        |            | Joseph Fox           |     |
| Runnymede and Weybridge CC | 73,771   | 22,134   |                      | Philip Hammond       |            | Arran Neathey        |     |
| South West Surrey CC       | 77,545   | 28,556   |                      | Jeremy Hunt          |            | Mark Webber          |     |
| Spelthorne BC              | 71,592   | 14,152   |                      | Kwasi Kwarteng       |            | Redvers Cunningham   |     |
| Surrey Heath CC            | 79,515   | 24,804   |                      | Michael Gove         |            | Paul Chapman         |     |
| Woking CC                  | 74,269   | 20,810   |                      | Jonathan Lord        |            | Jill Rawling         |     |

## Résultats élections générales de 2015 et de 2010
Les tableaux suivants présentent les résultats pour toutes les circonscriptions du Surrey dans les élections générales en 2015 et 2010. Les résultats sont présentés sous forme de pourcentages.
|                         | Con  | Lab  | UKIP | Lib Dem | Green | Autres |
| ----------------------- | ---- | ---- | ---- | ------- | ----- | ------ |
| East Surrey             | 57.4 | 11.8 | 17.0 | 9.2     | 3.8   | 0.6    |
| Epsom and Ewell         | 58.3 | 15.5 | 12.5 | 8.8     | 3.7   | 1.3    |
| Esher and Walton        | 62.9 | 12.7 | 9.7  | 9.4     | 4.1   | 1.1    |
| Guildford               | 57.1 | 12.1 | 8.8  | 15.5    | 4.7   | 1.8    |
| Mole Valley             | 60.6 | 8.3  | 11.2 | 14.5    | 5.4   | --     |
| Reigate                 | 56.8 | 12.8 | 13.3 | 10.5    | 6.7   | --     |
| Runnymede and Weybridge | 59.7 | 15.5 | 13.9 | 6.7     | 4.1   | --     |
| South West Surrey       | 59.9 | 9.5  | 9.9  | 6.3     | 5.4   | 9.1    |
| Spelthorne              | 49.7 | 18.6 | 20.9 | 6.4     | 3.5   | 1.0    |
| Surrey Heath            | 59.9 | 11.2 | 14.3 | 9.1     | 4.4   | 1.2    |
| Woking                  | 56.2 | 16.1 | 11.3 | 11.6    | 4.1   | 0.6    |
| Average                 | 58.0 | 13.1 | 13.0 | 9.8     | 4.5   | 1.5    |

|                         | Con  | Lib Dem | Lab  | UKIP | Autres |
| ----------------------- | ---- | ------- | ---- | ---- | ------ |
| East Surrey             | 56.7 | 25.9    | 9.0  | 6.9  | 1.5    |
| Epsom and Ewell         | 56.2 | 26.8    | 11.9 | 4.6  | 0.5    |
| Esher and Walton        | 58.9 | 24.8    | 10.7 | 3.3  | 2.3    |
| Guildford               | 53.3 | 39.3    | 5.1  | 1.8  | 0.5    |
| Mole Valley             | 57.5 | 28.7    | 7.0  | 5.1  | 1.6    |
| Reigate                 | 53.4 | 26.2    | 11.3 | 4.2  | 5.4    |
| Runnymede and Weybridge | 55.9 | 21.6    | 13.4 | 6.5  | 2.5    |
| South West Surrey       | 58.7 | 30.2    | 6.0  | 2.6  | 2.6    |
| Spelthorne              | 47.1 | 25.9    | 16.5 | 8.5  | 2.2    |
| Surrey Heath            | 57.6 | 25.8    | 10.2 | 6.3  | --     |
| Woking                  | 50.3 | 37.4    | 8.0  | 3.8  | 0.5    |
| Average                 | 55.1 | 28.4    | 9.9  | 4.9  | 1.8    |

## Révision des limites
| Nom | Limites actuelles                       | Proposition de révision |
| --- | --------------------------------------- | ----------------------- |
| 1. East Surrey CC 2. Epsom and Ewell BC 3. Esher and Walton BC 4. Guildford CC 5. Mole Valley CC 6. Reigate BC 7. Runnymede and Weybridge CC 8. South West Surrey CC 9. Spelthorne BC 10. Surrey Heath CC 11. Woking CC | Circonscription parlementaire du Surrey | Proposition de révision |

## Liste historique des circonscriptions du Surrey

### Utilisé de 1950 à 1974
- Chertsey
- Dorking
- Epsom
- Esher
- Farnham
- Guildford
- Reigate
- East Surrey
- Spelthorne
- Woking

(comté précédent : Middlesex abolie en 1965) Onze autres sièges sont restés dans le nord-est du Surrey jusqu'en 1965 (voir tableau des résultats ci-dessous). Comme dans l'Essex, une majorité (11 sièges contre 9) constituant la partie métropolitaine la plus proche de Londres et la majeure partie de la population ont été transférés à Londres, laissant un contenu essentiellement suburbain et rural.

### Utilisé de 1974 à 1983
- Chertsey and Walton
- Dorking
- East Surrey
- Epsom and Ewell
- Esher
- Farnham
- Guildford
- North West Surrey
- Reigate
- Spelthorne
- Woking

### Utilisé de 1983 à 1997
- Chertsey and Walton
- East Surrey
- Epsom and Ewell
- Esher
- Mole Valley
- Guildford
- North West Surrey
- Reigate
- South West Surrey
- Spelthorne
- Woking

## Résultats

1997
2001
2005
2010
2015
2017

## Résultats historiques par parti
Une cellule marquée → (avec un arrière-plan de couleur différente de la cellule précédente) indique que le MP précédent a continué de siéger sous un nouveau parti.

### 1885 à 1918
| Circonscription      | 1885     | 86       | 1886     | 92       | 1892     | 95       | 1895       | 97            | 99            | 1900          | 03         | 04         | 1906           | 07             | 09           | Jan 1910     | Dec 1910   | 12         | 16         | 17         |
| -------------------- | -------- | -------- | -------- | -------- | -------- | -------- | ---------- | ------------- | ------------- | ------------- | ---------- | ---------- | -------------- | -------------- | ------------ | ------------ | ---------- | ---------- | ---------- | ---------- |
| Chertsey             | Hankey   | Hankey   | Hankey   | Combe    | Combe    | Combe    | Combe      | Leigh-Bennett | Leigh-Bennett | Leigh-Bennett | Fyler      | Bingham    | Marnham        | Marnham        | Marnham      | Macmaster    | Macmaster  | Macmaster  | Macmaster  | Macmaster  |
| Croydon              | Grantham | Herbert  | Herbert  | Herbert  | Herbert  | Ritchie  | Ritchie    | Ritchie       | Ritchie       | Ritchie       | Ritchie    | Ritchie    | Arnold-Forster | Arnold-Forster | Hermon-Hodge | Hermon-Hodge | Malcolm    | Malcolm    | Malcolm    | Malcolm    |
| Epsom                | Cubitt   | Cubitt   | Cubitt   | Cubitt   | Bucknill | Bucknill | Bucknill   | Bucknill      | W. Keswick    | W. Keswick    | W. Keswick | W. Keswick | W. Keswick     | W. Keswick     | W. Keswick   | W. Keswick   | W. Keswick | H. Keswick | H. Keswick | H. Keswick |
| Guildford            | Brodrick | Brodrick | Brodrick | Brodrick | Brodrick | Brodrick | Brodrick   | Brodrick      | Brodrick      | Brodrick      | Brodrick   | Brodrick   | Cowan          | Cowan          | Cowan        | Horne        | Horne      | Horne      | Horne      | Horne      |
| Kingston upon Thames | Ellis    | Ellis    | Ellis    | Ellis    | Temple   | Temple   | Skewes-Cox | Skewes-Cox    | Skewes-Cox    | Skewes-Cox    | Skewes-Cox | Skewes-Cox | Cave           | Cave           | Cave         | Cave         | Cave       | Cave       | Cave       | Cave       |
| Reigate              | Lawrence | Lawrence | Lawrence | Lawrence | Cubitt   | Cubitt   | Cubitt     | Cubitt        | Cubitt        | Cubitt        | Cubitt     | Cubitt     | Brodie         | Brodie         | Brodie       | Rawson       | Rawson     | Rawson     | Rawson     | →          |
| Wimbledon            | Bonsor   | Bonsor   | Bonsor   | Bonsor   | Bonsor   | Bonsor   | Bonsor     | Bonsor        | Bonsor        | Hambro        | Hambro     | Hambro     | Hambro         | Chaplin        | Chaplin      | Chaplin      | Chaplin    | Chaplin    | Coats      | Coats      |

Notez que les 15 autres sièges du Surrey créés en 1885 et situés principalement ou entièrement dans le comté de Londres créé en 1889 ne figurent pas dans cette liste.

### 1918 à 1950
| Circonscription      | 1918      | 19        | 22         | 1922       | 23         | 1923             | 1924             | 28               | 1929             | 31               | 1931             | 32             | 1935           | 37          | 40          | 1945           | 47             | 48             |
| -------------------- | --------- | --------- | ---------- | ---------- | ---------- | ---------------- | ---------------- | ---------------- | ---------------- | ---------------- | ---------------- | -------------- | -------------- | ----------- | ----------- | -------------- | -------------- | -------------- |
| Carshalton†          |           |           |            |            |            |                  |                  |                  |                  |                  |                  |                |                |             |             | Head           | Head           | Head           |
| Chertsey             | Macmaster | Macmaster | Richardson | Richardson | Richardson | Richardson       | Richardson       | Richardson       | Richardson       | Richardson       | Boyd-Carpenter   | Boyd-Carpenter | Boyd-Carpenter | Marsden     | Marsden     | Marsden        | Marsden        | Marsden        |
| Croydon North†       | Borwick   | Borwick   | Borwick    | Mason      | Mason      | Mason            | Mason            | Mason            | Mason            | Mason            | Mason            | Mason          | Mason          | Mason       | Willink     | Willink        | Willink        | Harris         |
| Croydon South†       | Malcolm   | Smith     | Smith      | Smith      | Smith      | Mitchell-Thomson | Mitchell-Thomson | Mitchell-Thomson | Mitchell-Thomson | Mitchell-Thomson | Mitchell-Thomson | Williams       | Williams       | Williams    | Williams    | Rees-Williams  | Rees-Williams  | Rees-Williams  |
| Epsom                | Blades    | Blades    | Blades     | Blades     | Blades     | Blades           | Blades           | Southby          | Southby          | Southby          | Southby          | Southby        | Southby        | Southby     | Southby     | Southby        | McCorquodale   | McCorquodale   |
| Farnham              | Samuel    | Samuel    | Samuel     | Samuel     | Samuel     | Samuel           | Samuel           | Samuel           | Samuel           | Samuel           | Samuel           | Samuel         | Samuel         | Nicholson   | Nicholson   | Nicholson      | Nicholson      | Nicholson      |
| Guildford            | Horne     | Horne     | Horne      | Buckingham | Buckingham | Buckingham       | Buckingham       | Buckingham       | Buckingham       | Rhys             | Rhys             | Rhys           | Jarvis         | Jarvis      | Jarvis      | Jarvis         | Jarvis         | Jarvis         |
| Kingston upon Thames | Campbell  | Campbell  | Campbell   | Penny      | Penny      | Penny            | Penny            | Penny            | Penny            | Penny            | Penny            | Penny          | Penny          | Royds       | Royds       | Boyd-Carpenter | Boyd-Carpenter | Boyd-Carpenter |
| Mitcham†             | Worsfold  | Worsfold  | Worsfold   | Worsfold   | Chuter Ede | Meller           | Meller           | Meller           | Meller           | Meller           | Meller           | Meller         | Meller         | Meller      | Robertson   | Braddock       | Braddock       | Braddock       |
| Reigate              | Cockerill | Cockerill | Cockerill  | Cockerill  | Cockerill  | Cockerill        | Cockerill        | Cockerill        | Cockerill        | Cockerill        | Touche           | Touche         | Touche         | Touche      | Touche      | Touche         | Touche         | Touche         |
| Richmond (Surrey)†   | Edgar     | Edgar     | Edgar      | Becker     | Becker     | →                | Moore            | Moore            | Moore            | Moore            | Moore            | Ray            | Ray            | Harvie-Watt | Harvie-Watt | Harvie-Watt    | Harvie-Watt    | Harvie-Watt    |
| Surrey East          | Coats     | Coats     | Coats      | Galbraith  | Galbraith  | Galbraith        | Galbraith        | Galbraith        | Galbraith        | Galbraith        | Galbraith        | Galbraith      | Emmott         | Emmott      | Emmott      | Astor          | Astor          | Astor          |
| Sutton and Cheam†    |           |           |            |            |            |                  |                  |                  |                  |                  |                  |                |                |             |             | Marshall       | Marshall       | Marshall       |
| Wimbledon†           | Hood      | Hood      | Hood       | Hood       | Hood       | Hood             | Power            | Power            | Power            | Power            | Power            | Power          | Power          | Power       | Power       | Palmer         | Palmer         | Palmer         |

† indique que la région se situe en grande partie dans le comté actuel du Grand Londres.

### 1950 à 1974
| Circonscription                   | 1950           | 1951           | 54             | 1955           | 1959           | 60             | 1964           | 1966           | 1970           | 72             |
| --------------------------------- | -------------- | -------------- | -------------- | -------------- | -------------- | -------------- | -------------- | -------------- | -------------- | -------------- |
| Carshalton                        | Head           | Head           | Head           | Head           | Head           | Elliot         | Elliot         | Elliot         | Elliot         | Elliot         |
| Chertsey                          | Heald          | Heald          | Heald          | Heald          | Heald          | Heald          | Heald          | Heald          | Grylls         | Grylls         |
| Croydon East / Croydon NE (1955)  | Williams       | Williams       | Hughes-Hallett | Hughes-Hallett | Hughes-Hallett | Hughes-Hallett | Weatherill     | Weatherill     | Weatherill     | Weatherill     |
| Croydon North / Croydon NW (1955) | Harris         | Harris         | Harris         | Harris         | Harris         | Harris         | Harris         | Harris         | Taylor         | Taylor         |
| Croydon West / Croydon S (1955)   | Thompson       | Thompson       | Thompson       | Thompson       | Thompson       | Thompson       | Thompson       | Winnick        | Thompson       | Thompson       |
| Dorking                           | Touche         | Touche         | Touche         | Touche         | Touche         | Touche         | Sinclair       | Sinclair       | Sinclair       | Sinclair       |
| Epsom                             | McCorquodale   | McCorquodale   | McCorquodale   | Rawlinson      | Rawlinson      | Rawlinson      | Rawlinson      | Rawlinson      | Rawlinson      | Rawlinson      |
| Esher                             | Robson-Brown   | Robson-Brown   | Robson-Brown   | Robson-Brown   | Robson-Brown   | Robson-Brown   | Robson-Brown   | Robson-Brown   | Mather         | Mather         |
| Farnham                           | Nicholson      | Nicholson      | Nicholson      | Nicholson      | Nicholson      | Nicholson      | Nicholson      | Macmillan      | Macmillan      | Macmillan      |
| Guildford                         | Nugent         | Nugent         | Nugent         | Nugent         | Nugent         | Nugent         | Nugent         | Howell         | Howell         | Howell         |
| Kingston upon Thames              | Boyd-Carpenter | Boyd-Carpenter | Boyd-Carpenter | Boyd-Carpenter | Boyd-Carpenter | Boyd-Carpenter | Boyd-Carpenter | Boyd-Carpenter | Boyd-Carpenter | Boyd-Carpenter |
| Merton and Morden                 | Ryder          | Ryder          | Ryder          | Atkins         | Atkins         | Atkins         | Atkins         | Atkins         | Fookes         | Fookes         |
| Mitcham                           | Robert Carr    | Robert Carr    | Robert Carr    | Robert Carr    | Robert Carr    | Robert Carr    | Robert Carr    | Robert Carr    | Robert Carr    | Robert Carr    |
| Reigate                           | Vaughan-Morgan | Vaughan-Morgan | Vaughan-Morgan | Vaughan-Morgan | Vaughan-Morgan | Vaughan-Morgan | Vaughan-Morgan | Vaughan-Morgan | Howe           | Howe           |
| Richmond (Surrey)                 | Harvie-Watt    | Harvie-Watt    | Harvie-Watt    | Harvie-Watt    | Royle          | Royle          | Royle          | Royle          | Royle          | Royle          |
| Surbiton                          | N/A            | N/A            | N/A            | Fisher         | Fisher         | Fisher         | Fisher         | Fisher         | Fisher         | Fisher         |
| Surrey East                       | Astor          | Doughty        | Doughty        | Doughty        | Doughty        | Doughty        | Doughty        | Doughty        | Clark          | Clark          |
| Sutton and Cheam                  | Marshall       | Marshall       | Sharples       | Sharples       | Sharples       | Sharples       | Sharples       | Sharples       | Sharples       | Tope           |
| Wimbledon                         | Black          | Black          | Black          | Black          | Black          | Black          | Black          | Black          | Havers         | Havers         |
| Woking                            | Watkinson      | Watkinson      | Watkinson      | Watkinson      | Watkinson      | Watkinson      | Onslow         | Onslow         | Onslow         | Onslow         |
| Circonscription                   | 1950           | 1951           | 54             | 1955           | 1959           | 60             | 1964           | 1966           | 1970           | 72             |

### 1974 à aujourd’hui
En 1965, la moitié (dix) des circonscriptions du Surrey ont été transférées dans le nouveau comté du Grand Londres, mais les circonscriptions basées sur les anciennes frontières ont été utilisées jusqu'en 1974, année où Surrey a obtenu une circonscription du comté administratif du Middlesex, qui avait été aboli.
La MP libérale démocrate Sue Doughty , qui a remporté Guildford en 2001 avec une marge de gain de 1,2%, a été la première candidate à occuper un siège parmi les conservateurs dans la région couverte par l'actuel comté du Surrey en 56 ans
| Circonscription                                  | Fev 1974  | Oct 1974  | 78        | 1979      | 1983      | 84        | 1987      | 1992      | 97        | 1997      | 2001      | 2005      | 2010      | 2015      | 2017      | 19        |
| ------------------------------------------------ | --------- | --------- | --------- | --------- | --------- | --------- | --------- | --------- | --------- | --------- | --------- | --------- | --------- | --------- | --------- | --------- |
| Chertsey & Walton / Runnymede & Weybridge (1997) | Pattie    | Pattie    | Pattie    | Pattie    | Pattie    | Pattie    | Pattie    | Pattie    | Pattie    | Hammond   | Hammond   | Hammond   | Hammond   | Hammond   | Hammond   | →         |
| Dorking (1974–83) / Mole Valley (1983-)          | Sinclair  | Sinclair  | Sinclair  | Wickenden | Baker     | Baker     | Baker     | Baker     | Baker     | Beresford | Beresford | Beresford | Beresford | Beresford | Beresford | Beresford |
| Epsom and Ewell                                  | Rawlinson | Rawlinson | Hamilton  | Hamilton  | Hamilton  | Hamilton  | Hamilton  | Hamilton  | Hamilton  | Hamilton  | Grayling  | Grayling  | Grayling  | Grayling  | Grayling  | Grayling  |
| Esher (1974–97) / Esher and Walton (1997-)       | Mather    | Mather    | Mather    | Mather    | Mather    | Mather    | Taylor    | Taylor    | Taylor    | Taylor    | Taylor    | Taylor    | Raab      | Raab      | Raab      | Raab      |
| Farnham (1974–83) / SW Surrey (1983-)            | Macmillan | Macmillan | Macmillan | Macmillan | Macmillan | Bottomley | Bottomley | Bottomley | Bottomley | Bottomley | Bottomley | Hunt      | Hunt      | Hunt      | Hunt      | Hunt      |
| Guildford                                        | Howell    | Howell    | Howell    | Howell    | Howell    | Howell    | Howell    | Howell    | Howell    | St Aubyn  | Doughty   | Milton    | Milton    | Milton    | Milton    | →         |
| Reigate                                          | Gardiner  | Gardiner  | Gardiner  | Gardiner  | Gardiner  | Gardiner  | Gardiner  | Gardiner  | →         | Blunt     | Blunt     | Blunt     | Blunt     | Blunt     | Blunt     | Blunt     |
| Spelthorne                                       | Atkins    | Atkins    | Atkins    | Atkins    | Atkins    | Atkins    | Wilshire  | Wilshire  | Wilshire  | Wilshire  | Wilshire  | Wilshire  | Kwarteng  | Kwarteng  | Kwarteng  | Kwarteng  |
| Surrey East                                      | Howe      | Howe      | Howe      | Howe      | Howe      | Howe      | Howe      | Ainsworth | Ainsworth | Ainsworth | Ainsworth | Ainsworth | Gyimah    | Gyimah    | Gyimah    | →         |
| Surrey NW (1974–97) / Surrey Heath (1997-)       | Grylls    | Grylls    | Grylls    | Grylls    | Grylls    | Grylls    | Grylls    | Grylls    | Grylls    | Hawkins   | Hawkins   | Gove      | Gove      | Gove      | Gove      | Gove      |
| Woking                                           | Onslow    | Onslow    | Onslow    | Onslow    | Onslow    | Onslow    | Onslow    | Onslow    | Onslow    | Malins    | Malins    | Malins    | Lord      | Lord      | Lord      | Lord      |